# Sander van Gessel
Sander Branko van Gessel (Leidschendam, 4 november 1976) is een voormalig Nederlands verdediger en middenvelder.
Van Gessel start zijn voetbalcarrière bij SJZ, om in 1986 over te stappen naar Be Quick 1887. FC Groningen scout de middenvelder in 1992, waarna van Gessel de jeugdopleiding in Groningen doorloopt. Van Gessel maakt op 14 april 1996 zijn debuut als professioneel voetballer tijdens de wedstrijd De Graafschap – FC Groningen. Hij valt in de 82e minuut in voor Dean Gorré. Van Gessel groeit vanaf dat moment gestaag en in 2000 stapt hij over naar de aartsrivaal van FC Groningen; SC Heerenveen. Het avontuur in Friesland brengt niet wat hij verwacht, waarna hij een jaar later terug naar FC Groningen gaat. In 2005 ondertekent de middenvelder een contract bij NAC Breda, dat hem tot 1 juli 2009 aan de Bredase club bindt. Op 25 juni 2008 werd bekendgemaakt dat Sander van Gessel door Sparta Rotterdam is overgenomen van NAC Breda. Hij heeft bij Sparta Rotterdam een contract getekend voor 2 seizoenen. In 2010 ging hij naar FC Edmonton in Canada. In 2011 zou de club pas in competitieverband gaan spelen maar in januari 2011 stapte Van Gessel in navolging van Dwight Lodeweges over naar JEF United Ichihara Chiba in Japan. Daar liep zijn contract eind 2011 af en beëindigde hij zijn spelersloopbaan.
Hij werd in 2012 jeugdtrainer bij Sparta en sinds 2013 bij NAC Breda. Een jaar later maakte hij de overstap naar FC Groningen. Hij traint momenteel de B1. In januari 2018 werd hij als assistent toegevoegd aan de begeleidingsstaf van hoofdtrainer Danny  Buijs bij de eerste selectie van FC Groningen.